# Saint-Thomas (Haute-Garonne)
Pour les articles homonymes, voir Saint-Thomas.
Saint-Thomas est une commune française située dans le nord du département de la Haute-Garonne, en région Occitanie.
Sur le plan historique et culturel, la commune est dans le Pays toulousain, qui s’étend autour de Toulouse le long de la vallée de la Garonne, bordé à l’ouest par les coteaux du Savès, à l’est par ceux du Lauragais et au sud par ceux de la vallée de l’ Ariège et du Volvestre. Exposée à un climat océanique altéré, elle est drainée par l'Aussonnelle, le ruisseau l'Aiguebelle, le ruisseau de Bajoly, le ruisseau de Mescurt et par divers autres petits cours d'eau. La commune possède un patrimoine naturel remarquable composé de deux zones naturelles d'intérêt écologique, faunistique et floristique.
Saint-Thomas est une commune rurale qui compte 614 habitants en 2022, après avoir connu une forte hausse de la population depuis 1968. Elle fait partie de l'aire d'attraction de Toulouse..

## Géographie

### Localisation
La commune de Saint-Thomas se trouve dans le département de la Haute-Garonne, en région Occitanie.
Elle se situe à 31 km à vol d'oiseau de Toulouse, préfecture du département, à 21 km de Muret, sous-préfecture, et à 18 km de Plaisance-du-Touch, bureau centralisateur du canton de Plaisance-du-Touch dont dépend la commune depuis 2015 pour les élections départementales.
La commune fait en outre partie du bassin de vie de Saint-Lys.
Les communes les plus proches sont : 
Empeaux (1,8 km), Seysses-Savès (3,4 km), Bragayrac (3,8 km), Saiguède (5,2 km), Sainte-Foy-de-Peyrolières (5,6 km), Sabonnères (5,6 km), Pompiac (6,1 km), Auradé (6,1 km).
Sur le plan historique et culturel, Saint-Thomas fait partie du pays toulousain, une ceinture de plaines fertiles entrecoupées de bosquets d'arbres, aux molles collines semées de fermes en briques roses, inéluctablement grignotée par l'urbanisme des banlieues.
Saint-Thomas est limitrophe de sept autres communes donc deux dans département du Gers.
Les communes limitrophes sont  Auradé, Bonrepos-sur-Aussonnelle, Bragayrac, Empeaux, Saiguède, Sainte-Foy-de-Peyrolières et Seysses-Savès.
| Empeaux              | Auradé (Gers) | Bonrepos-sur-Aussonnelle  |
| Seysses-Savès (Gers) | Saint-Thomas  | Saiguède                  |
|                      | Bragayrac     | Sainte-Foy-de-Peyrolières |

### Géologie et relief
La superficie de la commune est de 1 401 hectares ; son altitude varie de 185  à   315 mètres.

### Hydrographie

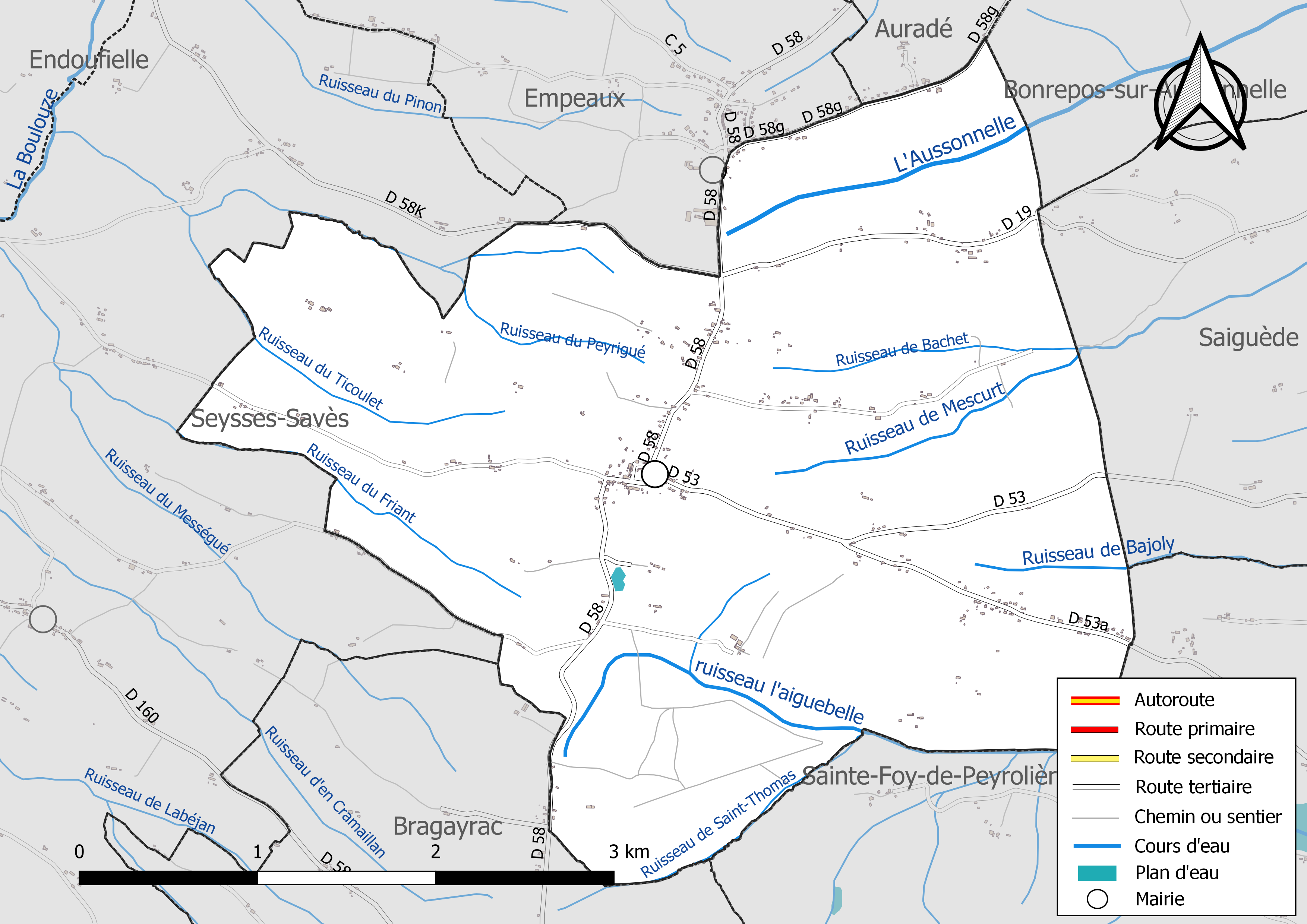
Réseaux hydrographique et routier de Saint-Thomas.

La commune est dans le bassin de la Garonne, au sein du bassin hydrographique Adour-Garonne. Elle est drainée par l'Aussonnelle, le ruisseau l'Aiguebelle, le ruisseau de Bajoly, le ruisseau de Mescurt, le ruisseau de Bachet, le ruisseau de Saint-Thomas, le ruisseau du Friant, le ruisseau du Peyrigué, le ruisseau du Ticoulet et par divers petits cours d'eau, constituant un réseau hydrographique de 16 km de longueur totale,.
L'Aussonnelle, d'une longueur totale de 42,4 km, prend sa source dans la commune et s'écoule du sud-ouest vers le nord-est. Il traverse la commune et se jette dans la Garonne à Seilh, après avoir traversé 12 communes.
Le ruisseau l'Aiguebelle, d'une longueur totale de 16,3 km, prend sa source dans la commune et s'écoule d'ouest en est. Il traverse la commune et se jette dans le Touch à Saint-Lys, après avoir traversé 4 communes.

### Climat
Pour des articles plus généraux, voir Climat de l'Occitanie et Climat de la Haute-Garonne.
En 2010, le climat de la commune est de type climat du Bassin du Sud-Ouest, selon une étude s'appuyant sur une série de données couvrant la période 1971-2000. En 2020, Météo-France publie une typologie des climats de la France métropolitaine dans laquelle la commune est exposée à un climat océanique altéré et est dans la région climatique Aquitaine, Gascogne, caractérisée par une pluviométrie abondante au printemps, modérée en automne, un faible ensoleillement au printemps, un été chaud (19,5 °C), des vents faibles, des brouillards fréquents en automne et en hiver et des orages fréquents en été (15 à 20 jours).
Pour la période 1971-2000, la température annuelle moyenne est de 13,1 °C, avec une amplitude thermique annuelle de 15,9 °C. Le cumul annuel moyen de précipitations est de 791 mm, avec 9,3 jours de précipitations en janvier et 6,1 jours en juillet. Pour la période 1991-2020, la température moyenne annuelle observée sur la station météorologique la plus proche, située sur la commune de Lherm à 15 km à vol d'oiseau, est de 13,6 °C et le cumul annuel moyen de précipitations est de 620,4 mm,. Pour l'avenir, les paramètres climatiques de la commune estimés pour 2050 selon différents scénarios d'émission de gaz à effet de serre sont consultables sur un site dédié publié par Météo-France en novembre 2022.

### Milieux naturels et biodiversité

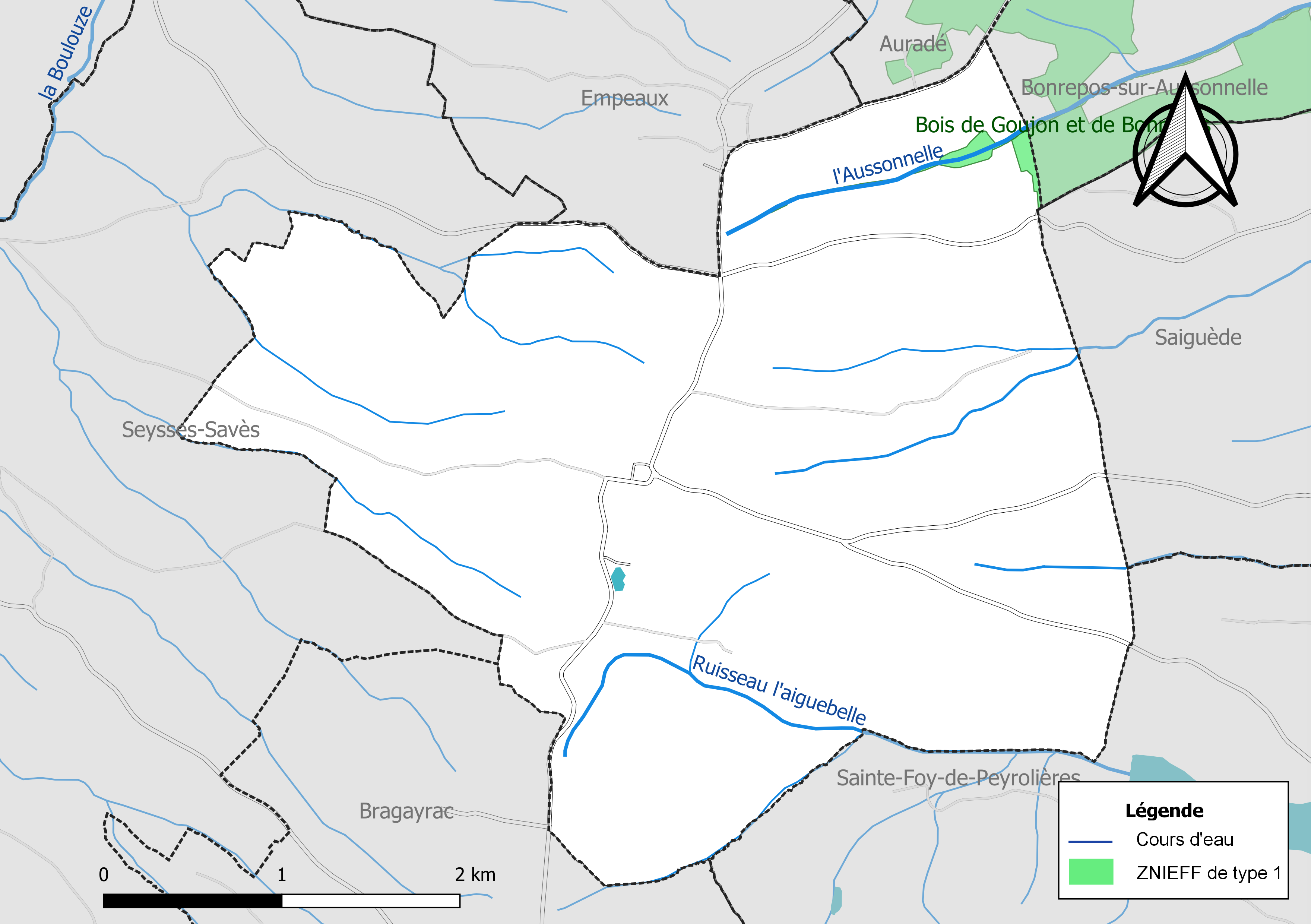
Carte des ZNIEFF de type 1 localisées sur la commune.

L’inventaire des zones naturelles d'intérêt écologique, faunistique et floristique (ZNIEFF) a pour objectif de réaliser une couverture des zones les plus intéressantes sur le plan écologique, essentiellement dans la perspective d’améliorer la connaissance du patrimoine naturel national et de fournir aux différents décideurs un outil d’aide à la prise en compte de l’environnement dans l’aménagement du territoire.
Deux ZNIEFF de type 1 sont recensées sur la commune :
les « bois de Goujon et de Bonrepos » (240 ha), couvrant 4 communes dont trois dans la Haute-Garonne et une dans le Gers et 
le « cours de l'Aussonnelle et rives » (76 ha), couvrant 12 communes du département.

## Urbanisme

### Typologie
Au 1er janvier 2024, Saint-Thomas est catégorisée commune rurale à habitat dispersé, selon la nouvelle grille communale de densité à sept niveaux définie par l'Insee en 2022.
Elle est située hors unité urbaine. Par ailleurs la commune fait partie de l'aire d'attraction de Toulouse, dont elle est une commune de la couronne,. Cette aire, qui regroupe 527 communes, est catégorisée dans les aires de 700 000 habitants ou plus (hors Paris),.

### Occupation des sols
L'occupation des sols de la commune, telle qu'elle ressort de la base de données européenne d’occupation biophysique des sols Corine Land Cover (CLC), est marquée par l'importance des territoires agricoles (90,3 % en 2018), une proportion sensiblement équivalente à celle de 1990 (90,4 %). La répartition détaillée en 2018 est la suivante : 
terres arables (52,4 %), zones agricoles hétérogènes (37,9 %), forêts (7,9 %), milieux à végétation arbustive et/ou herbacée (1,8 %). L'évolution de l’occupation des sols de la commune et de ses infrastructures peut être observée sur les différentes représentations cartographiques du territoire : la carte de Cassini (XVIIIe siècle), la carte d'état-major (1820-1866) et les cartes ou photos aériennes de l'IGN pour la période actuelle (1950 à aujourd'hui).

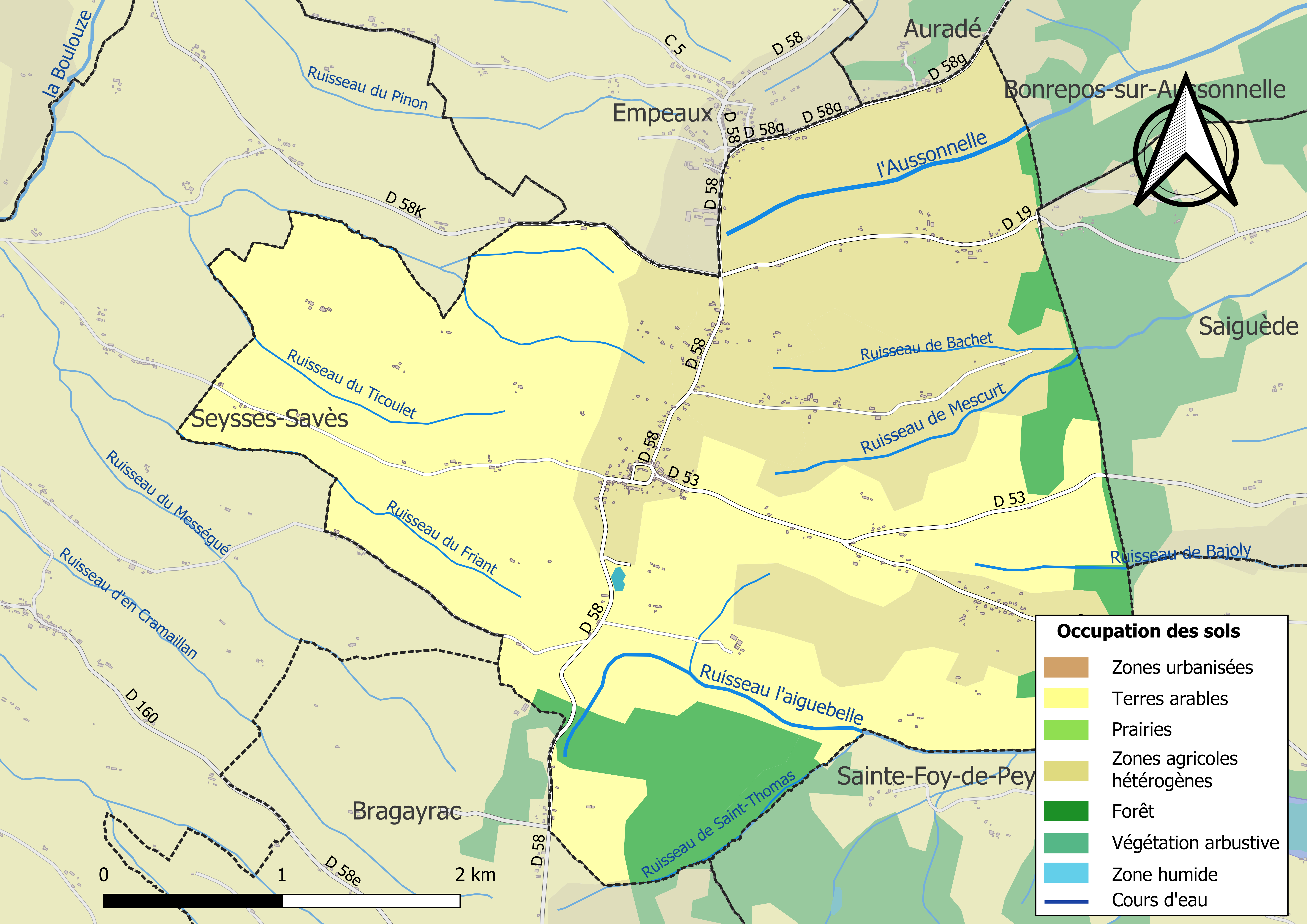
Carte des infrastructures et de l'occupation des sols de la commune en 2018 (CLC).

### Hameaux et lieux-dits
La Marquise, En Berduquet, Horgo Paillo, Bédats, Mouréou, les Bichous, En Pouillac, En Pallas, Pécail, Poutet, Sauvage, En Gachot, Friant, la Bordes du Bosc, Empiron, la Cabane, Rentin.

### Voies de communication et transports
La ligne 343 du réseau Arc-en-Ciel relie la commune à la gare routière de Toulouse depuis Sabonnères.

### Risques majeurs
Le territoire de la commune de Saint-Thomas est vulnérable à différents aléas naturels : météorologiques (tempête, orage, neige, grand froid, canicule ou sécheresse) et séisme (sismicité très faible). Un site publié par le BRGM permet d'évaluer simplement et rapidement les risques d'un bien localisé soit par son adresse soit par le numéro de sa parcelle.

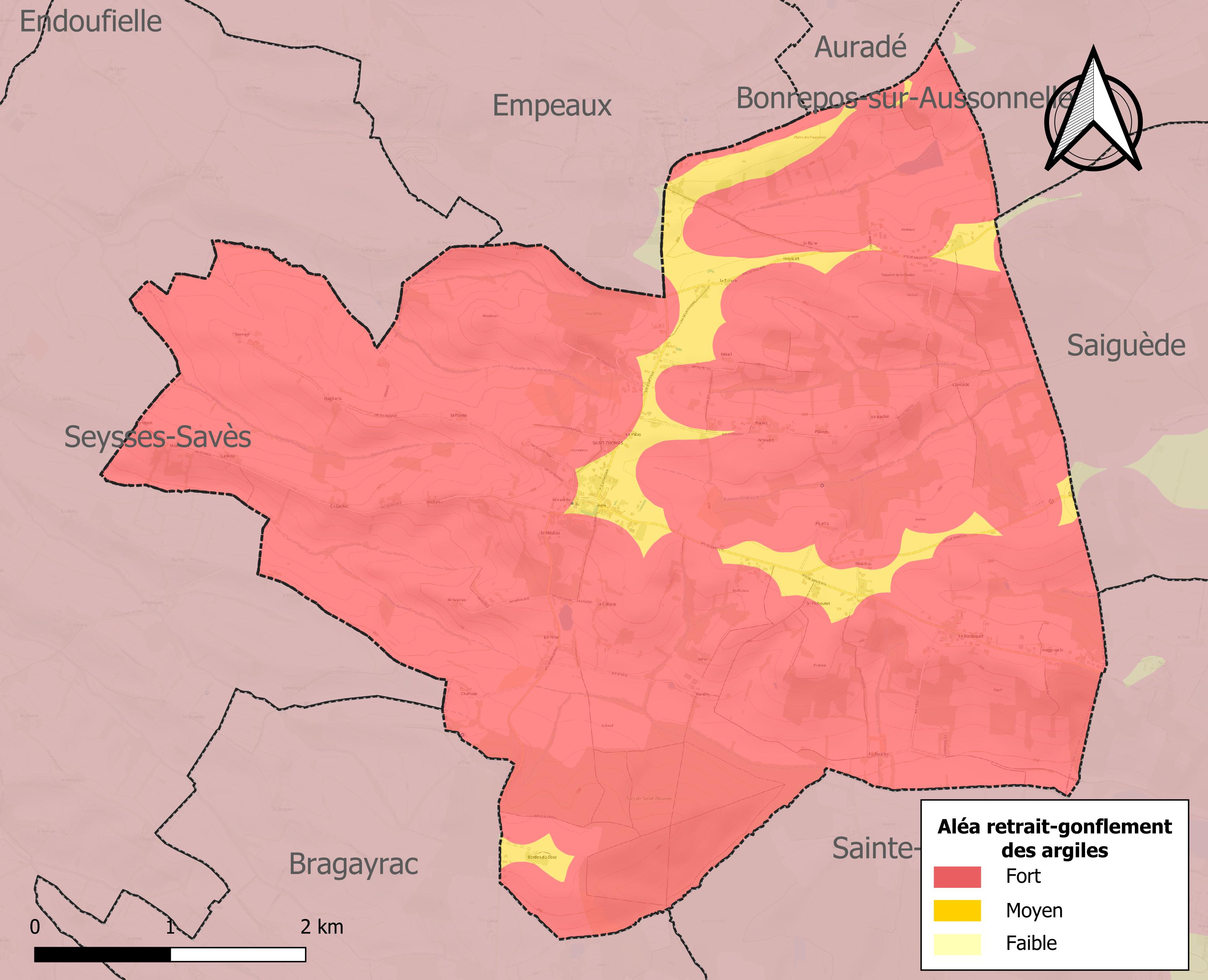
Carte des zones d'aléa retrait-gonflement des sols argileux de Saint-Thomas.

Le retrait-gonflement des sols argileux est susceptible d'engendrer des dommages importants aux bâtiments en cas d’alternance de périodes de sécheresse et de pluie. La totalité de la commune est en aléa moyen ou fort (88,8 % au niveau départemental et 48,5 % au niveau national). Sur les 234 bâtiments dénombrés sur la commune en 2019, 234 sont en aléa moyen ou fort, soit 100 %, à comparer aux 98 % au niveau départemental et 54 % au niveau national. Une cartographie de l'exposition du territoire national au retrait gonflement des sols argileux est disponible sur le site du BRGM,.
Par ailleurs, afin de mieux appréhender le risque d’affaissement de terrain, l'inventaire national des cavités souterraines permet de localiser celles situées sur la commune.
Concernant les mouvements de terrains, la commune a été reconnue en état de catastrophe naturelle au titre des dommages causés par la sécheresse en 1989, 1994, 2003, 2012, 2015 et 2016 et par des mouvements de terrain en 1999.

## Toponymie
Durant la Révolution, la commune porte le nom de Le Désert.
Ses habitants sont appelés les Saint-Thomasains.

## Politique et administration

### Administration municipale
Le nombre d'habitants au recensement de 2017 étant compris entre 500 habitants et 1 499 habitants, le nombre de membres du conseil municipal pour l'élection de 2020 est de quinze,.

### Rattachements administratifs et électoraux
Commune faisant partie de la sixième circonscription de la Haute-Garonne, du Muretain Agglo et du canton de Plaisance-du-Touch (avant le redécoupage départemental de 2014, Saint-Thomas faisait partie de l'ex-canton de Saint-Lys) et avant le 1er janvier 2017 à la communauté de communes rurales des Coteaux du Savès et de l'Aussonnelle.

### Liste des maires
| Période                                  | Période    | Identité       | Étiquette | Qualité                     |
| ---------------------------------------- | ---------- | -------------- | --------- | --------------------------- |
| maire en 1835                            | ?          | M. Dardenne    |           | Conseiller d'arrondissement |
|                                          |            |                |           |                             |
| avant 1995                               | ?          | Jean Pujos     | DVD       |                             |
| mars 2001                                | avril 2007 | Elyette Portal |           |                             |
| avril 2007                               | mars 2014  | Germain Dorbes |           |                             |
| mars 2014                                | En cours   | Alain Palas    | SE-DVG    | Salarié du secteur médical  |
| Les données manquantes sont à compléter. |            |                |           |                             |

## Démographie
L'évolution du nombre d'habitants est connue à travers les recensements de la population effectués dans la commune depuis 1793. Pour les communes de moins de 10 000 habitants, une enquête de recensement portant sur toute la population est réalisée tous les cinq ans, les populations de référence des années intermédiaires étant quant à elles estimées par interpolation ou extrapolation. Pour la commune, le premier recensement exhaustif entrant dans le cadre du nouveau dispositif a été réalisé en 2008.

En 2022, la commune comptait 614 habitants, en évolution de +8,1 % par rapport à 2016 (Haute-Garonne : +8,02 %, France hors Mayotte : +2,11 %).
| 1793 | 1800 | 1806 | 1821 | 1831 | 1836 | 1841 | 1846 | 1851 |
| ---- | ---- | ---- | ---- | ---- | ---- | ---- | ---- | ---- |
| 512  | 478  | 487  | 506  | 584  | 595  | 593  | 604  | 602  |

| 1856 | 1861 | 1866 | 1872 | 1876 | 1881 | 1886 | 1891 | 1896 |
| ---- | ---- | ---- | ---- | ---- | ---- | ---- | ---- | ---- |
| 617  | 604  | 616  | 562  | 565  | 530  | 540  | 543  | 489  |

| 1901 | 1906 | 1911 | 1921 | 1926 | 1931 | 1936 | 1946 | 1954 |
| ---- | ---- | ---- | ---- | ---- | ---- | ---- | ---- | ---- |
| 455  | 408  | 381  | 350  | 319  | 283  | 297  | 281  | 281  |

| 1962 | 1968 | 1975 | 1982 | 1990 | 1999 | 2006 | 2008 | 2013 |
| ---- | ---- | ---- | ---- | ---- | ---- | ---- | ---- | ---- |
| 243  | 227  | 267  | 287  | 362  | 472  | 544  | 565  | 555  |

| 2018 | 2022 | - | - | - | - | - | - | - |
| ---- | ---- | - | - | - | - | - | - | - |
| 577  | 614  | - | - | - | - | - | - | - |

| selon la population municipale des années : | 1968 | 1975 | 1982 | 1990 | 1999 | 2006 | 2009 | 2013 |
| Rang de la commune dans le département      | 308  | 279  | 276  | 238  | 217  | 214  | 213  | 223  |
| Nombre de communes du département           | 592  | 582  | 586  | 588  | 588  | 588  | 589  | 589  |

## Vie pratique

### Enseignement
Saint-Thomas fait partie de l'académie de Toulouse.
Saint-Thomas fait partie d'un regroupement pédagogique intercommunal avec les communes d'Empeaux, Sabonnères et Bragayrac.

### Culture et festivité
Fête locale Mi-août.

### Activités sportives
Chasse, pétanque (boulodrome couvert), randonnée pédestre,

### Écologie et recyclage
La collecte et le traitement des déchets des ménages et des déchets assimilés ainsi que la protection et la mise en valeur de l'environnement se font dans le cadre de la communauté de communes rurales des Coteaux du Savès et de l'Aussonnelle.
La commune possède une déchèterie est gérée par la communauté de communes.

## Économie

### Revenus
En 2018  (données Insee publiées en septembre 2021), la commune compte 216 ménages fiscaux, regroupant 591 personnes. La médiane du revenu disponible par unité de consommation est de 26 040 € (23 140 € dans le département).

### Emploi
|                | 2008  | 2013  | 2018  |
| -------------- | ----- | ----- | ----- |
| Commune        | 7,7 % | 7,3 % | 4,1 % |
| Département    | 7,7 % | 9,6 % | 9,3 % |
| France entière | 8,3 % | 10 %  | 10 %  |

En 2018, la population âgée de 15 à 64 ans s'élève à 386 personnes, parmi lesquelles on compte 79,5 % d'actifs (75,4 % ayant un emploi et 4,1 % de chômeurs) et 20,5 % d'inactifs,. En  2018, le taux de chômage communal (au sens du recensement) des 15-64 ans est inférieur à celui de la France et département, alors qu'en 2008 il était supérieur à celui du département et inférieur à celui de la France.
La commune fait partie de la couronne de l'aire d'attraction de Toulouse, du fait qu'au moins 15 % des actifs travaillent dans le pôle,. Elle compte 47 emplois en 2018, contre 46 en 2013 et 39 en 2008. Le nombre d'actifs ayant un emploi résidant dans la commune est de 294, soit un indicateur de concentration d'emploi de 15,9 % et un taux d'activité parmi les 15 ans ou plus de 67 %.
Sur ces 294 actifs de 15 ans ou plus ayant un emploi, 28 travaillent dans la commune, soit 10 % des habitants. Pour se rendre au travail, 89,8 % des habitants utilisent un véhicule personnel ou de fonction à quatre roues, 2,4 % les transports en commun, 2,4 % s'y rendent en deux-roues, à vélo ou à pied et 5,4 % n'ont pas besoin de transport (travail au domicile).

### Activités hors agriculture

#### Secteurs d'activités
40 établissements sont implantés  à Saint-Thomas au 31 décembre 2019. Le tableau ci-dessous en détaille le nombre par secteur d'activité et compare les ratios avec ceux du département,.
| Secteur d'activité                                                                                        | Commune | Commune | Département |
| Secteur d'activité                                                                                        | Nombre  | %       | %           |
| --- | ------- | ------- | ----------- |
| Ensemble                                                                                                  | 40      |         |             |
| Industrie manufacturière, industries extractives et autres                                                | 3       | 7,5 %   | (5,7 %)     |
| Construction                                                                                              | 9       | 22,5 %  | (12 %)      |
| Commerce de gros et de détail, transports, hébergement et restauration                                    | 9       | 22,5 %  | (25,9 %)    |
| Activités financières et d'assurance                                                                      | 1       | 2,5 %   | (3,8 %)     |
| Activités immobilières                                                                                    | 4       | 10 %    | (4,2 %)     |
| Activités spécialisées, scientifiques et techniques et activités de services administratifs et de soutien | 7       | 17,5 %  | (19,8 %)    |
| Administration publique, enseignement, santé humaine et action sociale                                    | 5       | 12,5 %  | (16,6 %)    |
| Autres activités de services                                                                              | 2       | 5 %     | (7,9 %)     |

Le secteur du commerce de gros et de détail, des transports, de l'hébergement et de la restauration est prépondérant sur la commune puisqu'il représente 22,5 % du nombre total d'établissements de la commune (9 sur les 40 entreprises implantées  à Saint-Thomas), contre 25,9 % au niveau départemental.

#### Entreprises et commerces
L'économie de la commune est essentiellement basée sur la viticulture et l'agriculture.

### Agriculture
La commune est dans les « Coteaux du Gers », une petite région agricole occupant une partie nord-ouest du département de la Haute-Garonne, caractérisée par une succession de coteaux peu accidentés, les surfaces cultivées étant entièrement dévolues aux grandes cultures. En 2020, l'orientation technico-économique de l'agriculture  sur la commune est la culture de céréales et/ou d'oléoprotéagineuses.
|               | 1988  | 2000 | 2010 | 2020 |
| ------------- | ----- | ---- | ---- | ---- |
| Exploitations | 27    | 19   | 17   | 13   |
| SAU (ha)      | 1 014 | 956  | 797  | 736  |

Le nombre d'exploitations agricoles en activité et ayant leur siège dans la commune est passé de 27 lors du recensement agricole de 1988  à 19 en 2000 puis à 17 en 2010 et enfin à 13 en 2020, soit une baisse de 52 % en 32 ans. Le même mouvement est observé à l'échelle du département qui a perdu pendant cette période 57 % de ses exploitations,. La surface agricole utilisée sur la commune a également diminué, passant de 1 014 ha en 1988 à 736 ha en 2020. Parallèlement la surface agricole utilisée moyenne par exploitation a augmenté, passant de 38 à 57 ha.

### Viticulture
Saint-Thomas est une commune viticole située sur l'aire géographique de l'IGP Comté Tolosan. IGP qui peut être produite en blanc, rouge et rosé.

## Culture locale et patrimoine

### Lieux et monuments
- Église Saint-Thomas, chapelle Notre-Dame-de-Pitié (route d'Empeaux), château d'eau, douves.
- Chapelle Notre-Dame-de-Pitié (route d'Empeaux),
- Château d'eau, douves.

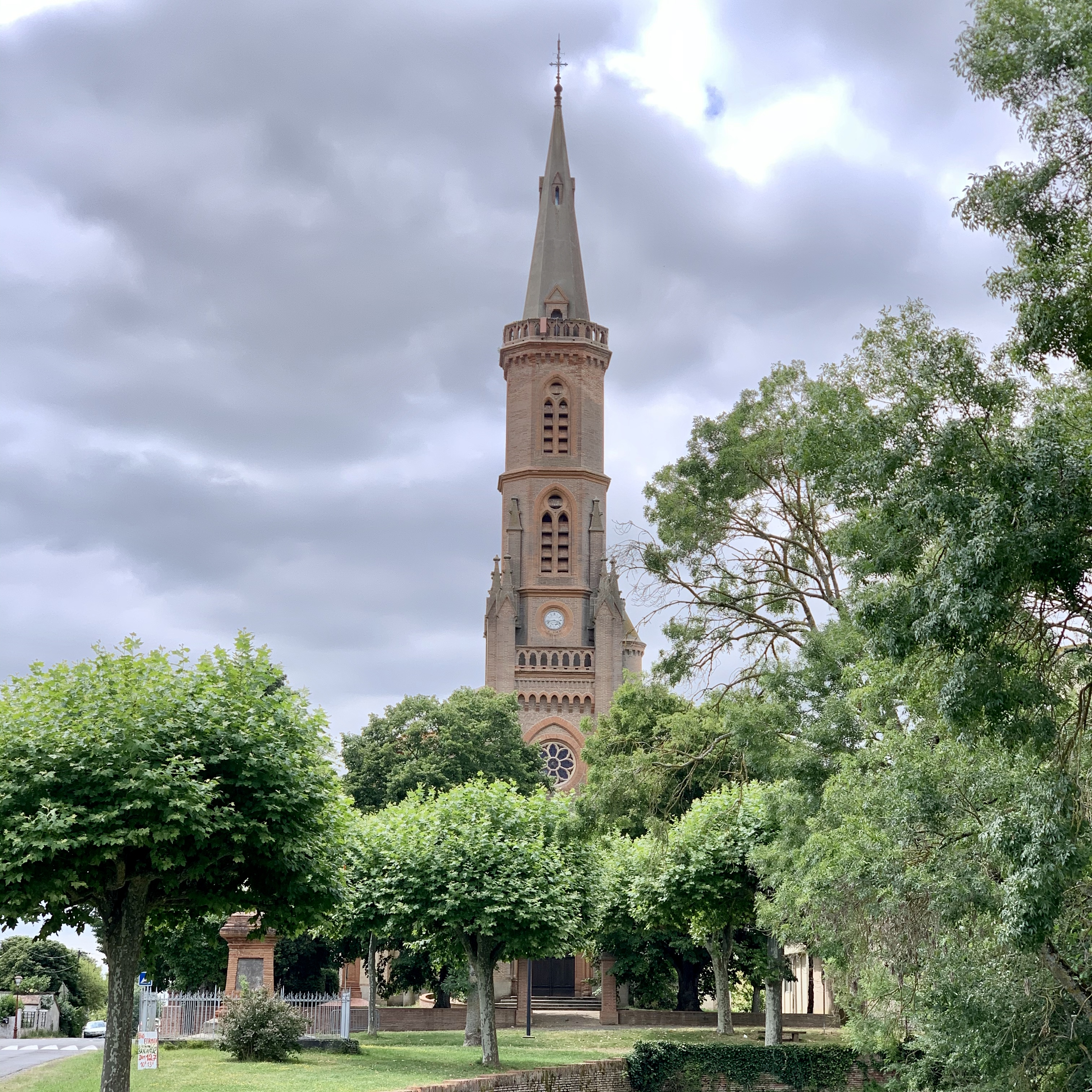
Église Saint-Barthélemy
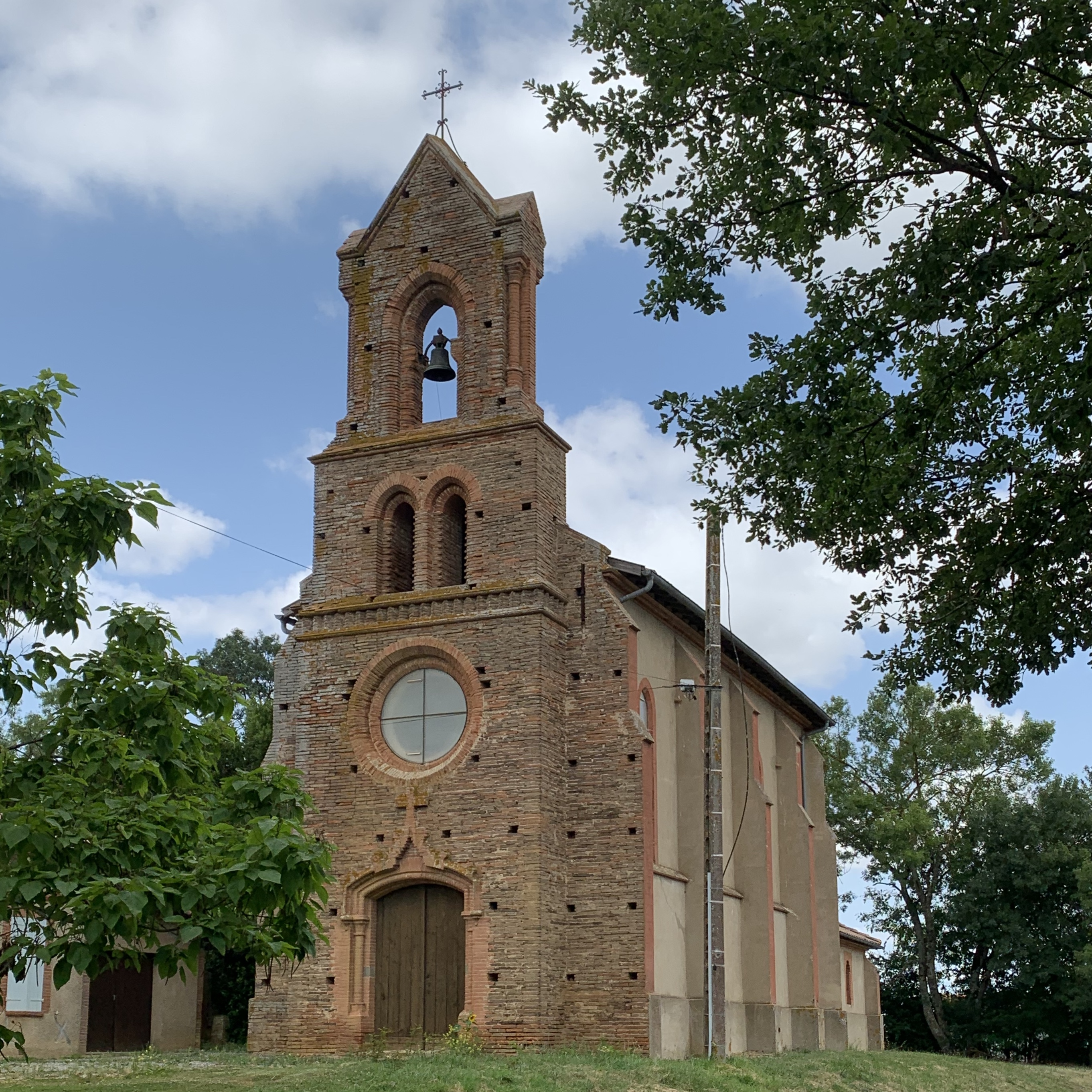
Chapelle Notre-Dame-de-Pitié
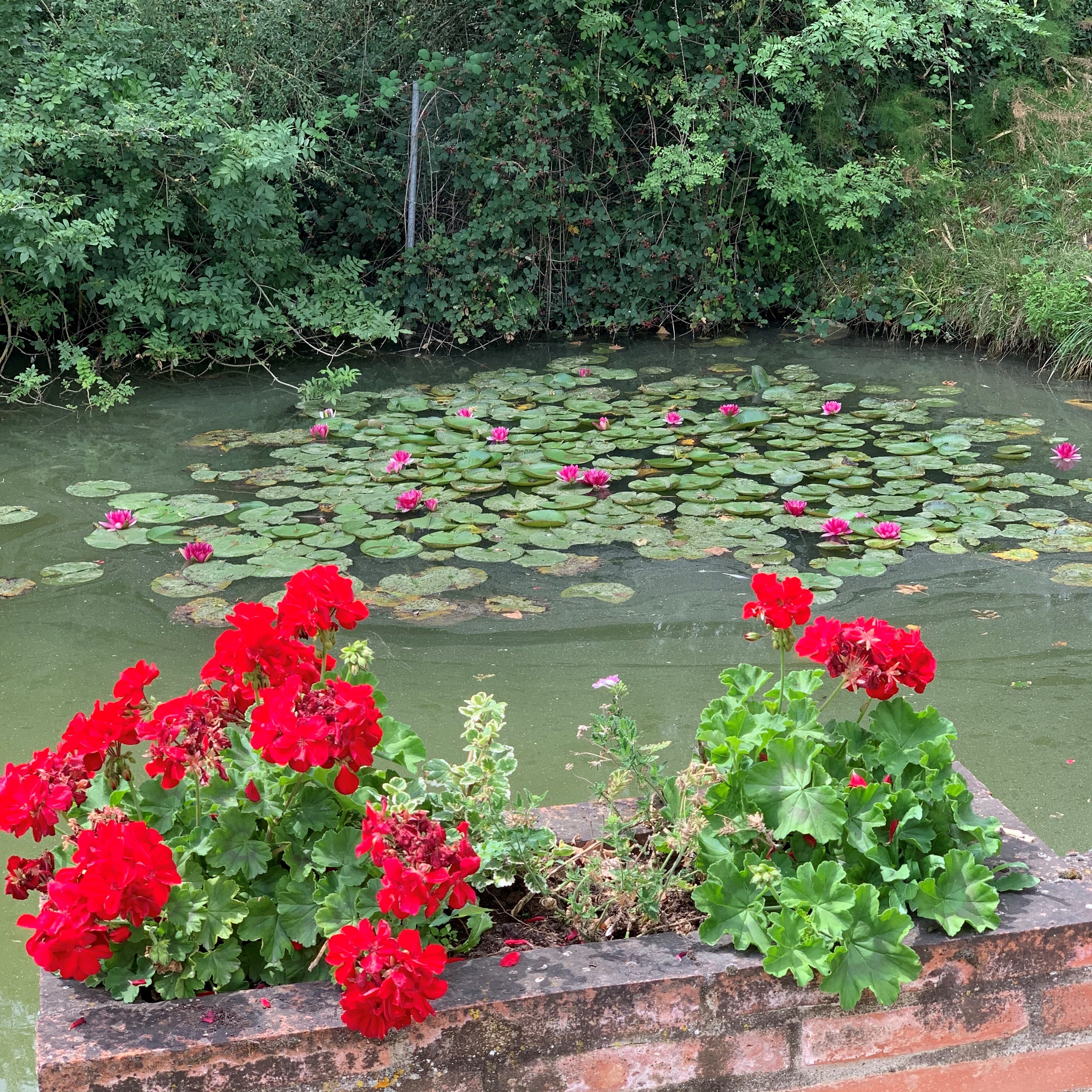
Les douves avec nénuphars
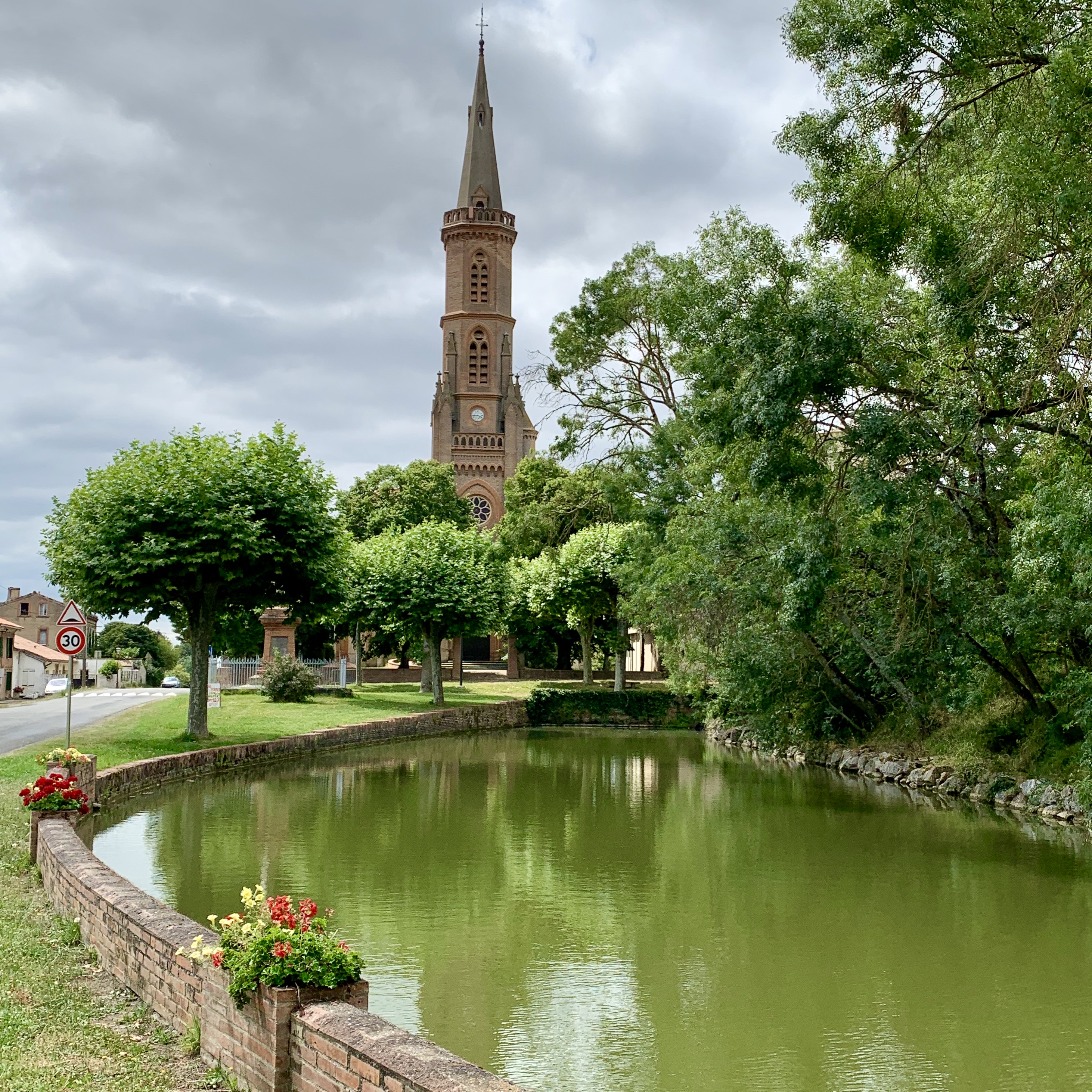
L'église et les douves

### Héraldique
| Blason de Saint-Thomas | Blason  | Parti : au 1er d'azur à une dourne (cruche de tête) contournée d'or d'où meuvent deux épis de blé du même, le dextre posé en bande, le senestre plus petit et posé en barre, au chef cousu* de gueules chargé d'une croix cléchée, vidée et pommetée de douze pièces d'or, au 2d d'or à la façade de l'église du lieu de sable, ouverte et ajourée du champ. |
| Blason de Saint-Thomas | Détails | * Ces armes emploient le terme « cousu » dans le seul but de contrevenir à la règle de contrariété des couleurs : elles sont fautives : gueules sur azur. Le statut officiel du blason reste à déterminer. |

## Pour approfondir